# Acartauchenius orientalis
Acartauchenius mongolis é uma espécie de aranhas da família Linyphiidae encontradas no Turcomenistão. Foi descrita pela primeira vez em 1995.